# Les Yeux bleus
Pour les articles homonymes, voir Œil bleu.
Les Yeux bleus est un tableau réalisé en 1935 par le peintre français Henri Matisse. Cette huile sur toile est un portrait en buste représentant une femme en marinière dont la tête repose contre ses bras, lesquels elle a croisés sur l'accoudoir d'un fauteuil vert où manifestement  elle est assise. Ses yeux bleus perdus dans le vide, elle a pour modèle Lydia Délectorskaya. L'œuvre est conservée au musée d'Art de Baltimore, à Baltimore, aux États-Unis.